# 고창 교촌리 멀구슬나무
고창 교촌리 멀구슬나무는 대한민국 전북특별자치도 고창군 고창읍 교촌리, 고창군청에 있는 멀구슬나무이다. 2009년 9월 16일 대한민국의 천연기념물 제503호로 지정되었다.

## 지정 사유
이 나무는 멀구슬나무 중 가장 규격이 크고 나이도 많은 편이며, 비교적 북쪽에서 자라는 유일한 고목나무로서, 학술적 가치는 물론 전통 생활에 밀접한 한국의 멀구슬나무를 대표하는 보존가치가 있다.
멀구슬나무는 즙을 내어 농사용 살충제로, 열매는 약과 염주로, 목재는 간단한 기구를 만들었으며, 다산 정약용선생의 시에도 등장할 만큼 남부지방에서는 흔히 심어 가꾸며 선조들의 생활과 함께한 나무이다.

## 갤러리

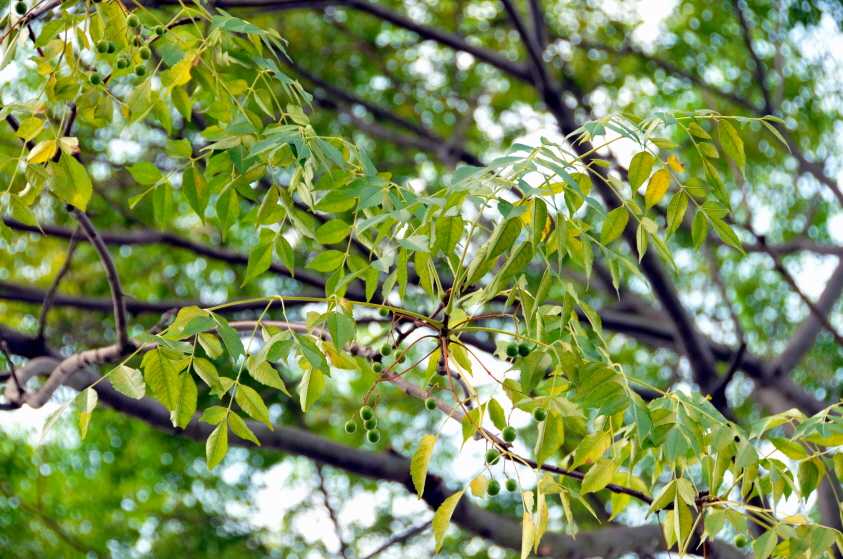

## 같이 보기
- 멀구슬나무